# Ràdio Klara
Ràdio Klara è una stazione radio comunitaria collegata alla Community Media Network (ReMC) di Valencia, Comunità Valenciana Spagna, che trasmette in FM sulla frequenza 104.4 MHz dall'anno 1982. Trasmette la sua programmazione sia in spagnolo che in catalano ed esperanto. Il suo motto Lliure i llibertària (libera e libertaria).

## Storia
Ha iniziato a trasmettere il 26 marzo 1982, in modulazione di frequenza a 102.7 MHz, diventando la prima stazione radio gratuita a Valencia e la seconda in tutto il territorio di spagnolo. È stata fondata da un piccolo gruppo di amici attivi o vicini al movimento libertario e alla locale sezione di Valencia della Federazione anarchica iberica. L'idea alla base del suo funzionamento è quella di dare voce a coloro che di solito non hanno accesso ai media, trasformando la radio in un mezzo di lotta sociale.
Inizialmente, trasmetteva solo dal lunedì al venerdì e dalle 21:00 alle 12:00, sebbene i programmi radiofonici si espandessero man mano che nuove persone e organizzazioni si univano alla stazione. Oggi trasmette sette giorni alla settimana e 24 ore al giorno. Le trasmissioni vengono effettuata anche attraverso internet tramite il sito web della stazione stessa. I suoi programmi sono disponibili per il download su diverse pagine web a cui è possibile accedere dal sito della stazione, dove è anche possibile leggere articoli di opinione di diversi editorialisti.
Ha dato spazio a gruppi ambientalisti, anarcosindacali della Confederación Nacional del Trabajo, Federazione anarchica iberica, movimenti antimilitaristi, associazioni di quartiere, movimenti gay e lesbiche, dell'indipendentismo catalano e dei maulets, del femminismo ecc. durante la protesta per l'autonomia catalana del 2010 e la manifestazione per l'indipendenza catalana del 2012; essi continuano a partecipare. Nella sua programmazione vi sono interviste, specialmente la mattina, notizie, musica indipendente, cinema, teatro, arte, ecc.
Durante i primi periodi di attività è stata chiusa più volte dalle autorità, che hanno requisito le attrezzature per impedire le trasmissioni. Queste chiusure furono inefficaci, poiché aumentarono la popolarità e il sostegno sociale della stazione. Infine, una licenza di trasmissione è stata concessa sui 104.4 MHz della modulazione di frequenza.

## Programmi della stazione
Nell'attuale programmazione rimangono programmi del primo periodo, come Klartelera, insieme ad altri di recente incorporazione come Lliure directe. Insieme a questi programmi autoprodotti, viene stabilita anche la comunicazione con altre stazioni radio gratuite e vengono trasmessi programmi di terze parti come quelli prodotti da Democracy Now. A Valencia c'è un intero spazio di programmazione di Radio Klara interamente dedicata al Cinema catalano e alla Rivoluzione anarchica spagnola.

## Curiosità
- A las barricadas è l'inno ufficiale di Radio Klara.